# 朱堂乡
朱堂乡，是中华人民共和国河南省信阳市罗山县下辖的一个乡镇级行政单位。

## 行政区划
朱堂乡下辖以下地区：
朱堂社区、朱堂村、马河村、天桥村、肖畈村、万河村、白马村、昌湾村、刘湾村、刘楼村和保安村。